# Абра (молюск)
Абра (Abra) — рід двостулкових молюсків родини Semelidae. Мають дрібні розміри і тонку черепашку із зазвичай білим кольором.

## Види
- Abra aequalis (Say, 1822)
- Abra alba  (Wood W., 1802)
- Abra californica Kundsen, 1970
- Abra lioica (Dall, 1881)
- Abra longicallis Sacchi, 1836
- Abra nitida (O. F. Mueller, 1776)
- Abra pacifica Dall, 1915
- Abra prismatica
- Abra profundorum E. A. Smith, 1885
- Abra segmentum (Récluz, 1843)
- Abra tenuis (Montagu, 1818)
- Abra tepocana Dall, 1915